# أبي (هوفمان)
أبي (بالإنجليزية: Abi Ann)‏ هي ملحنة وكاتبة غنائية أمريكية، ولدت في 26 يونيو 1997 في مدلاند في الولايات المتحدة.

## وصلات خارجية
- أبي على موقع IMDb (الإنجليزية)
- أبي على موقع ميوزك برينز (الإنجليزية)